# Worrawoot Srimaka
Worrawoot Srimaka (thaï : วรวุฒิ ศรีมะฆะ), né le 8 décembre 1971 à Nakhon Pathom en Thaïlande, est un footballeur international thaïlandais qui évoluait au poste d'attaquant, avant de devenir ensuite entraîneur.

## Biographie

### Carrière de joueur

#### Carrière en club
Il termine meilleur buteur du championnat de Thaïlande en 1997 avec 17 buts, puis en 2001-2002 avec 12 buts.

#### Carrière en sélection
Worrawoot Srimaka participe à la Coupe d'Asie des nations en 1996 et en 2000. Lors de l'édition 1996, il joue deux matchs, contre l'Irak et l'Iran. Lors de l'édition 2000, il ne joue qu'une seule rencontre, face à l'Irak.
Il dispute sept matchs rentrant dans le cadre des éliminatoires du mondial 2002, inscrivant un but.

## Palmarès

### Palmarès de joueur

#### Palmarès en club
Thai Farmers Bank
| - Coupe d'Asie des clubs champions (2) : - Vainqueur : 1993-94 et 1994-95. - Supercoupe d'Asie : - Finaliste : 1995. |  | - Coupe afro-asiatique (1) : - Vainqueur : 1994. - Finaliste : 1995. - Championnat de Thaïlande (4) : - Champion : 1991, 1992, 1993 et 1995. |

| BEC Tero Sasana - Coupe d'Asie des clubs champions : - Finaliste : 2001-02. - Championnat de Thaïlande (2) : - Champion : 2000 et 2001-02. - Meilleur buteur : 1997 (17 buts) et 2001-02 (12 buts). |  | Chonburi - Championnat de Thaïlande (1) : - Champion : 2007. |

#### Palmarès en sélection
Thaïlande
| - Championnat d'Asie du Sud-Est (3) : - Vainqueur : 1996, 2000 et 2002. - Meilleur buteur : 2000 (5 buts). - Jeux d'Asie du Sud-Est (3) : - Vainqueur : 1995, 1997 et 1999. |  | - King's Cup (2) : - Vainqueur : 1994 et 2000. |

### Palmarès d'entraîneur
Suphanburi
- Championnat de Thaïlande :
  - Vice-champion : 2012.